# Gyllenståhl
Gyllenståhl är en svensk adlig ätt, som härstammar från majoren Gabriel Piädeståhl, född omkring 1640 och död 1705, som adlades 2 september 1677 med namnet Gyllenståhl. Han introducerades på Riddarhuset 1680, och slöt sin egen ätt år 1705 eftersom han bara hade döttrar i livet.